# Bańska Wyżna
Bańska Wyżna – wieś w Polsce położona w województwie małopolskim, w powiecie nowotarskim, w gminie Szaflary.
W latach 1975–1998 miejscowość administracyjnie należała do województwa nowosądeckiego.

## Położenie
Znajduje się na Pogórzu Gubałowskim, na północnym grzbiecie Gubałówki. Administracyjnie należy do gminy Szaflary. Jest jedną z najwyżej w Polsce położonych miejscowości. Dzięki swojemu położeniu jest dobrym punktem widokowym. Z  odkrytych, pokrytych łąkami powierzchni grzbietu roztaczają się widoki obejmujące cały horyzont. Dobrze widoczne są pobliskie Tatry. W miejscowości znajdują się liczne kwatery noclegowe dla turystów.

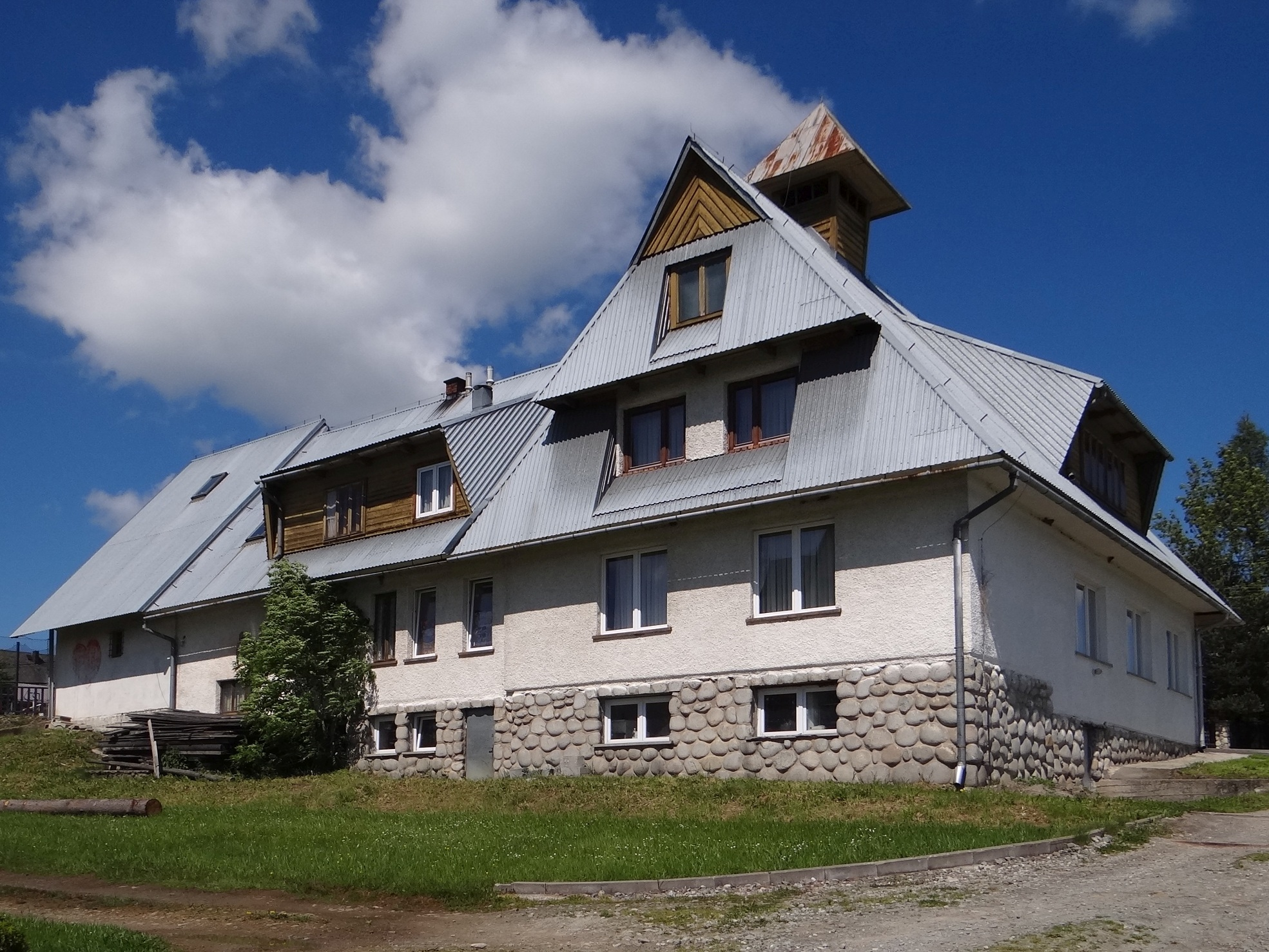
Kwatery noclegowe
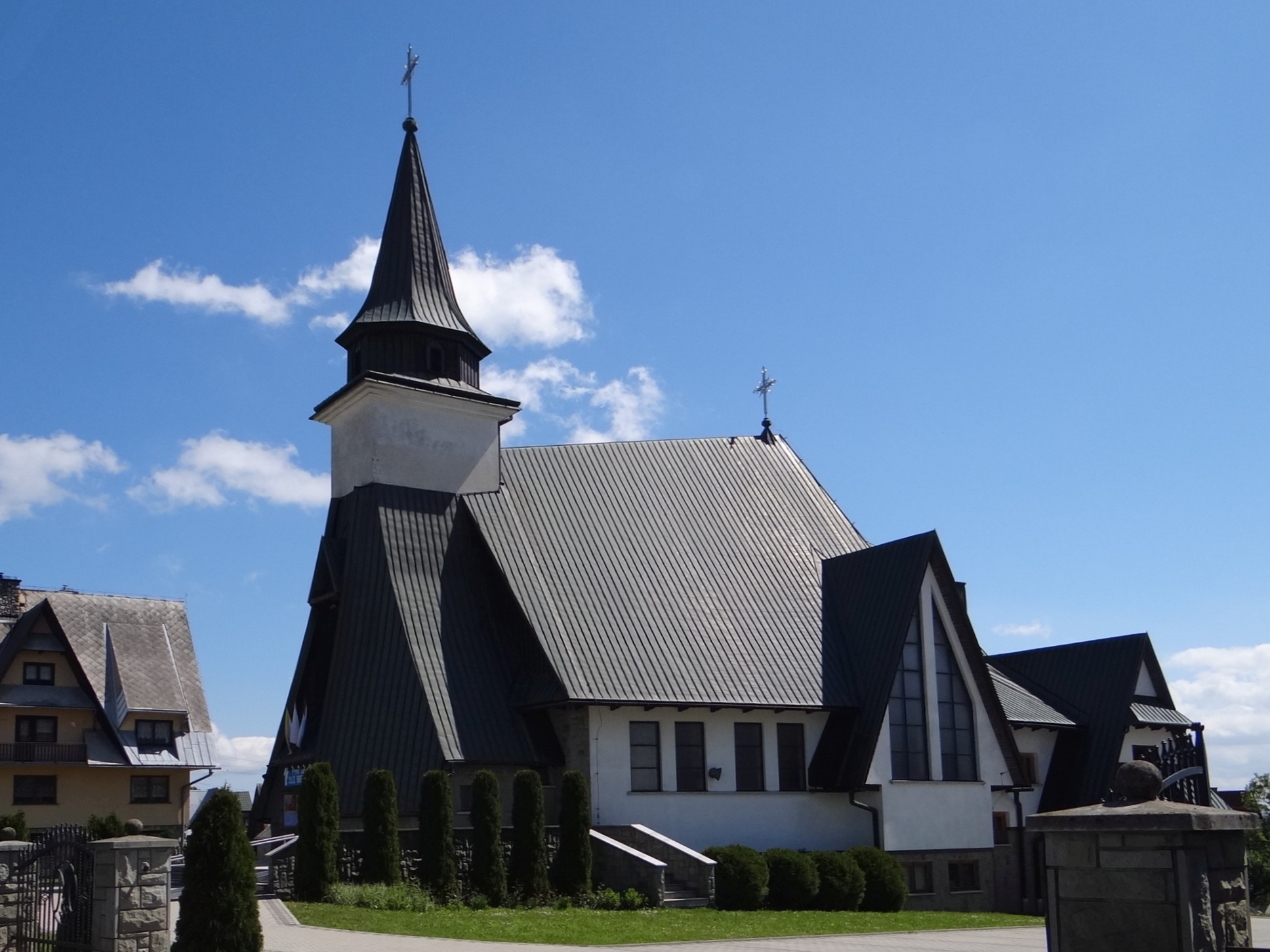
Kościół
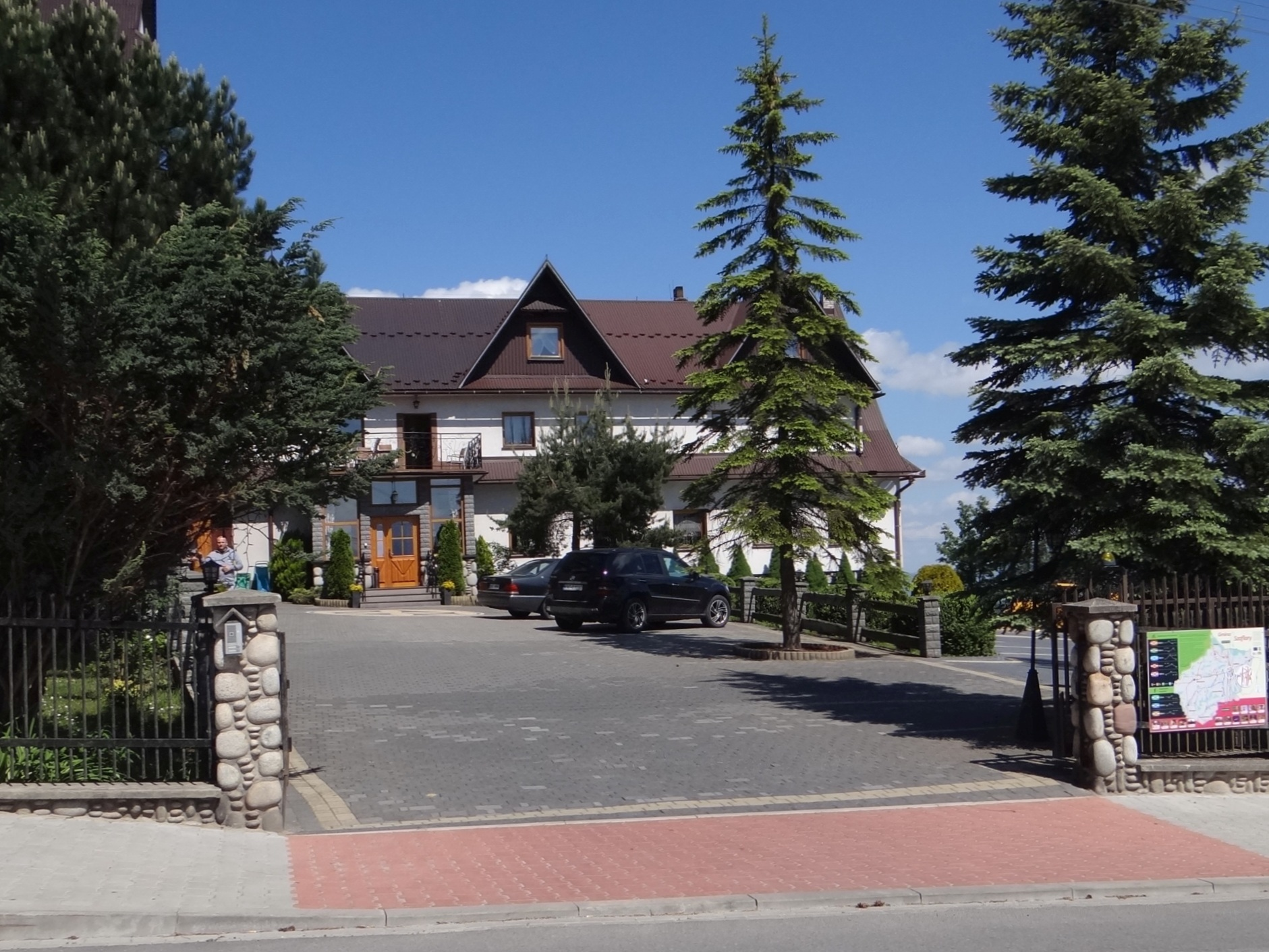
Hotel